# Санинская
Санинская — деревня в Бабаевском районе Вологодской области. Административный центр Санинского сельского поселения.
С точки зрения административно-территориального деления — центр Санинского сельсовета.
Расположена на берегах реки Колпца. Расстояние по автодороге до районного центра Бабаево составляет 26,5 км. Ближайшие населённые пункты — Дедовец, Терехова, Тимохино, Шарапова Горка.
Население по данным переписи 2002 года — 356 человек (183 мужчины, 173 женщины). Преобладающая национальность — русские (97 %).